# Mill Ends Park

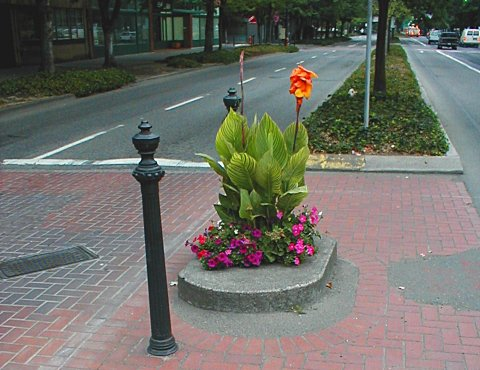
Nejmenší park na světě, Mill Ends Park

Mill Ends Park v Portlandu v Oregonu je nejmenší park na světě, vznikl během dne sv. Patrika v roce 1948.
Založen byl jako místo pro skřítky, různá drobná zvířata a závody hlemýžďů. Roku 1971 byl uznán v Guinnessově knize rekordů jako nejmenší na světě. Park má rozlohu celkem 29,16 cm² a nachází se na středovém pruhu ulice SW Front Avenue na místě, kde měla být původně umístěna lampa veřejného osvětlení. Protože sem však nebyl sloup umístěn, začala v tomto místě růst tráva. Místní novinář, Dick Fagan, z deníku Oregon Journal si toho všiml, a zasadil sem květiny; nový park pojmenoval po článku Mill Ends, který v novinách uveřejnil. Od roku 1976 má Mills End Park statut oficiálního městského parku.
Kvůli stavebním pracím v jeho okolí roku 2006 musel být park dočasně přemístěn do centra města k Two World Trade Center Plaza.